# Władimir Sitnin
Władimir Ksienofontowicz Sitnin (ros. Владимир Ксенофонтович Ситнин, ur. 2 kwietnia?/15 kwietnia 1907 w Naro-Fominsku, zm. 10 lipca 1996 w Moskwie) – radziecki polityk.

## Życiorys
Od 1928 był ekonomistą, konsultantem i starszym konsultantem zarządu Banku Państwowego ZSRR, 1930 ukończył Wydział Wieczorowy Moskiewskiego Instytutu Gospodarki Narodowej im. Plechanowa, 1931-1932 pracował jako starszy ekonomista fabryki "Pariżskaja Kommuna". Od 1932 pracownik Ludowego Komisariatu Finansów ZSRR, zastępca kierownika sektora ewidencji i statystyki, 1935-1936 kierownik sektora kredytu krótkoterminowego, 1936-1937 główny inspektor ds. sprawdzania wykonawstwa przy Ludowym Komisariacie Finansów ZSRR. W 1937 kierownik sektora obwodowego biura Sielchozbanku ZSRR w Tule, 1937-1939 starszy inspektor kredytowy, rewizor i kierownik grupy planowo-ekonomicznej Moskiewskiego Obwodowego Biura Prombanku ZSRR, 1939-1940 docent Moskiewskiego Instytutu Planowego, od 1940 konsultant-ekspert i starszy konsultant Centralnego Zarządu Planowo-Ekonomicznego Banku Państwowego ZSRR. W 1941 ekspert Biura Ekspertów przy Zarządzie Banku Państwowego ZSRR, od lipca 1941 uczestnik wojny z Niemcami, szef wydziału finansowego Zarządu Budownictwa Wojskowego Frontu Zachodniego, w 1942 szef Wydziału Finansowego Armii Saperskiej, 1942-1945 rewizor Zarządu Instytucji Polowych Zarządu Banku Państwowego ZSRR.
Od 1945 w WKP(b), 1945-1949 zastępca szefa, a 1949-1951 szef Zarządu Finansowego Radzieckiej Administracji Wojskowej w Niemczech, 1951-1952 kierownik wydziału Finansowego Instytutu Naukowo-Badawczego Ministerstwa Finansów ZSRR. Następnie szef Wydziału Finansów Radzieckiej Komisji Kontrolnej w Niemczech, 1953-1954 doradca ds. zagadnień finansów aparatu Najwyższego Komisarza ZSRR w Niemczech, 1954-1959 szef Wydziału Kredytu i Obiegu Pieniądza Ministerstwa Finansów ZSRR, 1959-1960 szef Zarządu Walutowego Ministerstwa Finansów ZSRR. Potem zastępca, a 1963-1965 I zastępca ministra finansów ZSRR, od sierpnia 1965 do stycznia 1970 przewodniczący Państwowego Komitetu Cen przy Gospłanie ZSRR (jednocześnie od sierpnia do października 1965 minister ZSRR), od stycznia 1970 do sierpnia 1974 przewodniczący Państwowego Komitetu Cen Rady Ministrów ZSRR, następnie na emeryturze. Deputowany do Rady Najwyższej ZSRR 8 kadencji. Odznaczony trzema Orderami Czerwonego Sztandaru Pracy i Orderem „Znak Honoru”. Pochowany na Cmentarzu Wwiedieńskim w Moskwie.